# جيني ويد
جيني ويد (بالإنجليزية: Ginnie Wade)‏ هي خياطة أمريكية، ولدت في 21 مايو 1843 في جيتيسبيرغ في الولايات المتحدة، وتوفيت في 3 يوليو 1863.